# توماس اردبرینک
توماس اردبرینک، خبرنگار نیویورک تایمز در ایران است. او هلندی است اما از سال ۲۰۰۲ میلادی در ایران زیسته‌است. همسرش هم نیوشا توکلیان، عکاس ایرانی است که در سال ۲۰۰۳ با او ازدواج کرده‌است.

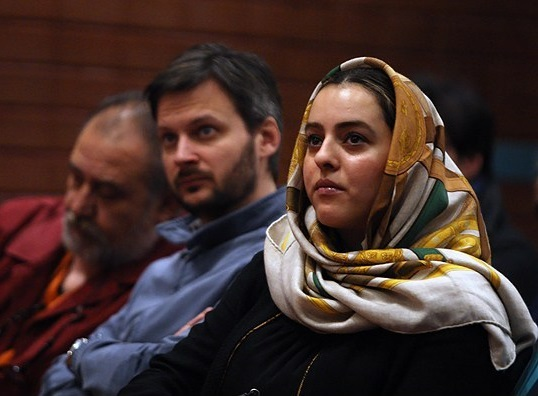